# 12-Stunden-Rennen von Sebring 2003

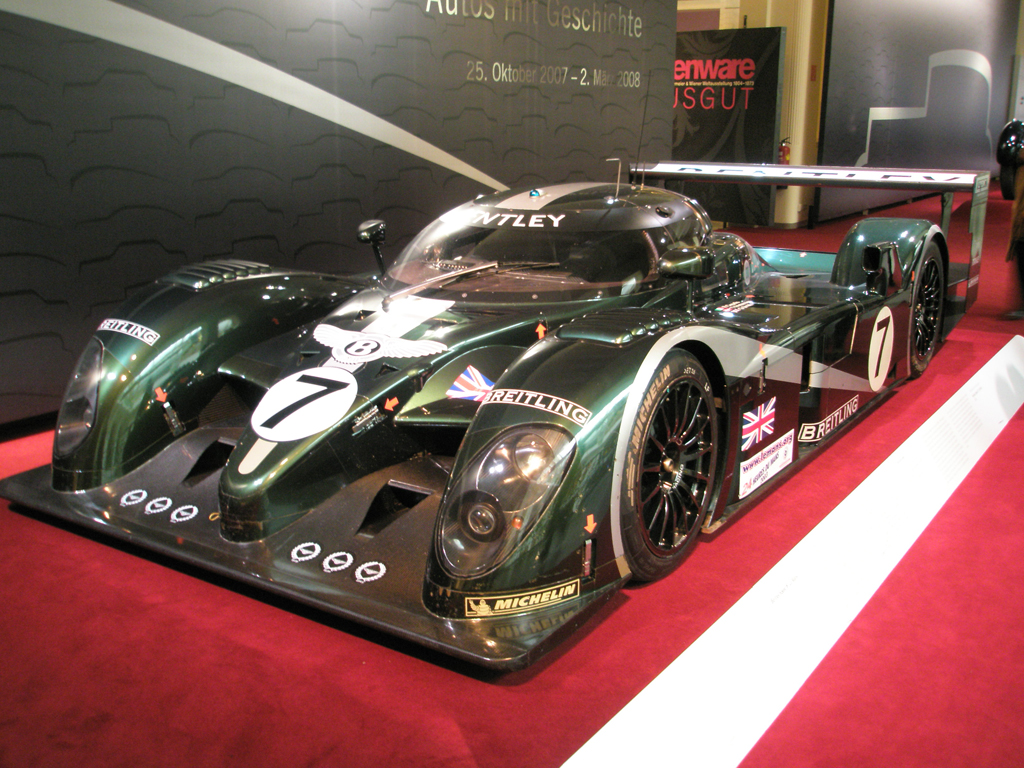
Der Bentley Speed 8 mit der Startnummer 8; Tom Kristensen, Guy Smith und Rinaldo Capello beendeten mit diesem Fahrzeug das Rennen an der vierten Stelle der Gesamtwertung

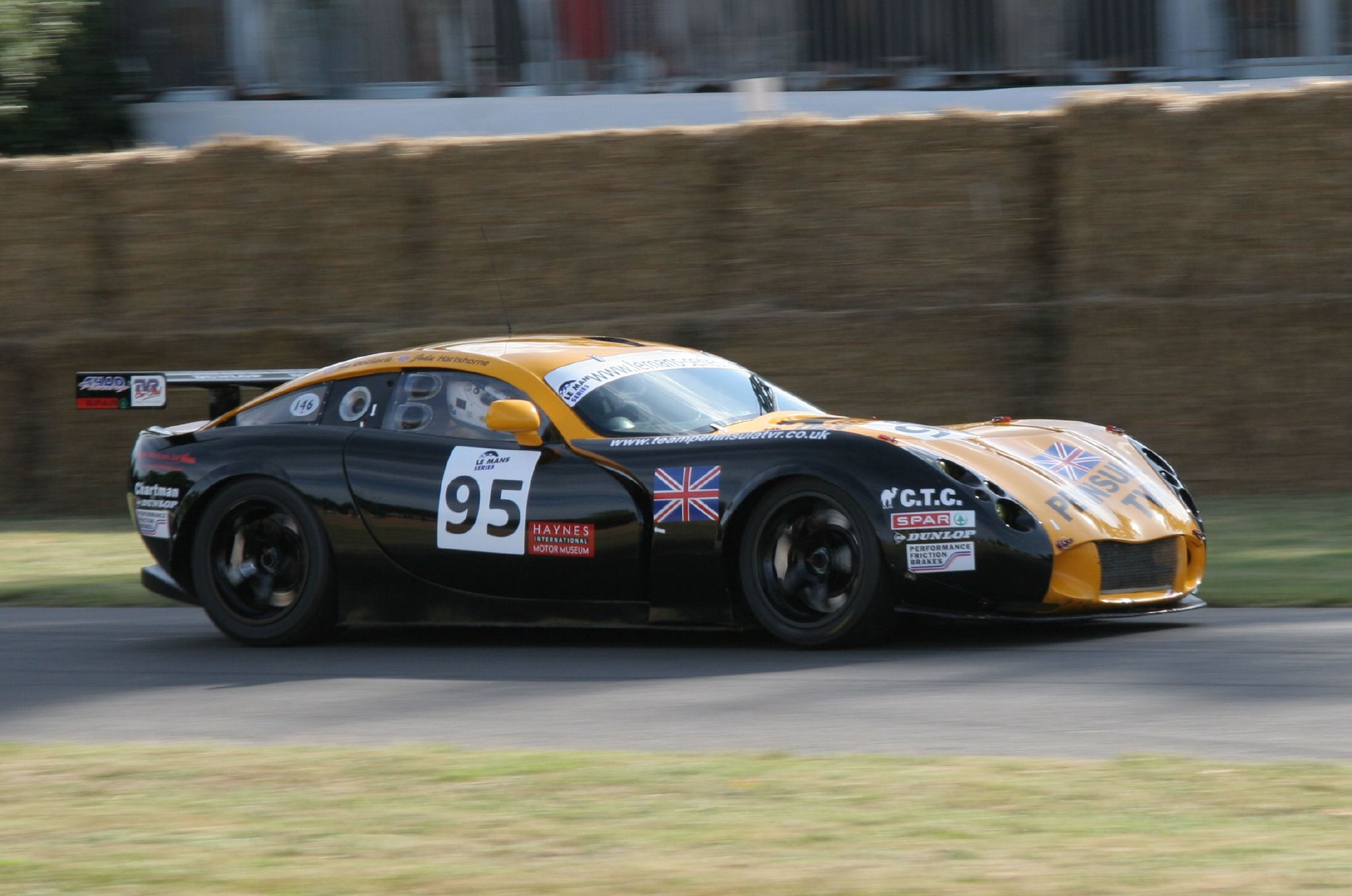
TVR Tuscan T400R

Das 51. 12-Stunden-Rennen von Sebring, auch 51st Annual Mobil 1 12 Hours of Sebring, Sebring International Raceway, fand am 15. März 2003 auf dem Sebring International Raceway statt und war der erste Wertungslauf der ALMS-Saison 2003.

## Vor dem Rennen
Die ALMS-Saison 2002 hatte in der LMP900-Klasse und damit in der Gesamtwertung mit dem Sieg des Dänen Tom Kristensen für Audi Sport North America geendet. Wie im Vorjahr, begann auch diese Saison mit dem 12-Stunden-Rennen von Sebring.

## Das Rennen
2003 war das 12-Stunden-Rennen für Bentley der Testlauf für das 24-Stunden-Rennen von Le Mans dieses Jahres. Wenn die flachen und komplexen Speed 8 das Rennen auf der holprigen und unebenen Rennbahn in Sebring durchhalten würden, wäre dies ein guter Test für das 24-Stunden-Rennen in Frankreich.
Der Bentley Speed 8 war ein nach dem Reglement des ACO gebauter Rennwagen der Prototypenklasse LMGTP, der das prestigeträchtige 24-Stunden-Rennen von Le Mans gewinnen sollte. Unter Leitung von Chefkonstrukteur Peter Elleray wurde der Wagen aus den Plänen des Audi R8C weiterentwickelt, einer geschlossenen Variante des Audi R8, die nur einmal zu einem Renneinsatz gekommen war und die Audi wieder fallen gelassen hatte. Der Bentley EXP Speed 8 debütierte am 16. und 17. Juni 2001 mit den Fahrern Andy Wallace, Butch Leitzinger und Eric van de Poele in Le Mans, wo er den dritten Platz hinter den damals als unschlagbar geltenden offenen Audi R8 erringen konnte. Damit endete Bentleys 73-jährige Abwesenheit als Werksteam im Motorsport. Für die Saison 2003 wurde der Bentley komplett überarbeitet. Die beiden Einsatzwagen erhielten einen 4-Liter-V8-Motor von Audi und eine stark verbesserte Aerodynamik.
Da Audi in diesem Jahr werkseitig auf einem Einsatz in Le Mans verzichtete, gab es beim Rennen in Sebring das einzige Aufeinandertreffen zwischen den Audi R8 des Audi-Werksteam Joest Racing und den Bentley’s. Im Ziel lag der beste Bentley vier Runden hinter dem siegreichen Joest-R8. Zwischen den Audis von Joest und Champion Rating gab es ein sehr enges Rennen. Beim Fallen der Zielflagge lag der Wagen von  Frank Biela, Marco Werner und Philipp Peter nur 13 Sekunden vor dem Champion-R8 von Emanuele Pirro, JJ Lehto und Stefan Johansson.

## Ergebnisse

### Schlussklassement
| 1               | LMP900 | 1   | Infineon Team Joest        | Frank Biela Marco Werner Philipp Peter                  | Audi R8                 | 367 |
| 2               | LMP900 | 38  | Champion Racing            | Emanuele Pirro JJ Lehto Stefan Johansson                | Audi R8                 | 367 |
| 3               | LMP900 | 8   | Team Bentley               | Johnny Herbert David Brabham Mark Blundell              | Bentley Speed 8         | 363 |
| 4               | LMP900 | 7   | Team Bentley               | Tom Kristensen Guy Smith Rinaldo Capello                | Bentley Speed 8         | 362 |
| 5               | LMP900 | 10  | JML                        | Olivier Beretta Massimiliano Papis Gunnar Jeannette     | Panoz LMP01             | 352 |
| 6               | LMP900 | 9   | Audi Sport UK              | Mika Salo Jonny Kane Perry McCarthy                     | Audi R8                 | 351 |
| 7               | LMP900 | 27  | Doran Lista Racing         | Didier Theys Eric van de Poele Fredy Lienhard           | Dallara LMP             | 336 |
| 8               | GTS    | 3   | Corvette Racing            | Ron Fellows Johnny O’Connell Franck Fréon               | Chevrolet Corvette C5-R | 332 |
| 9               | LMP900 | 11  | JML                        | Scott Maxwell John Graham Benjamin Leuenberger          | Panoz LMP01             | 324 |
| 10              | GT     | 23  | Alex Job Racing            | Sascha Maassen Lucas Luhr                               | Porsche 911 GT3-RS      | 320 |
| 11              | GT     | 31  | White Lightning            | Johnny Mowlem Niclas Jönsson Craig Stanton              | Porsche 911 GT3-RS      | 319 |
| 12              | LMP900 | 12  | American Spirit Racing     | Michael Lewis Tomy Drissi Guy Cosmo                     | Riley & Scott Mk IIIC   | 318 |
| 13              | GTS    | 80  | Veloqx Prodrive Racing     | Darren Turner Anthony Davidson Kelvin Burt              | Ferrari 550 Maranello   | 316 |
| 14              | GT     | 53  | Seikel Motorsport          | Alex Caffi Gabrio Rosa Andrea Chiesa                    | Porsche 911 GT3-RS      | 312 |
| 15              | GT     | 28  | JMB Racing USA             | Stéphan Grégoire Fabio Babini Christian Pescatori       | Ferrari 360 Modena N-GT | 311 |
| 16              | LMP900 | 77  | Taurus Sports Racing       | Phil Andrews Justin Keen Larry Oberto                   | Lola B2K/10B            | 307 |
| 17              | GT     | 24  | Alex Job Racing            | Timo Bernhard Jörg Bergmeister                          | Porsche 911 GT3-RS      | 307 |
| 18              | LMP675 | 18  | Dyson Racing               | Didier de Radiguès Chad Block Chris Dyson               | MG-Lola EX257           | 306 |
| 19              | GT     | 68  | The Racer’s Group          | Cort Wagner Marc Bunting Chris Gleason                  | Porsche 911 GT3-RS      | 299 |
| 20              | GT     | 41  | DeWalt Racesport Salisbury | Rob Barff Richard Hay Richard Stanton                   | TVR Tuscan T400R        | 297 |
| 21              | GT     | 66  | The Racer’s Group          | Kevin Buckler Jim Pace Eliseo Salazar                   | Porsche 911 GT3-RS      | 293 |
| 22              | GT     | 42  | Orbit Racing               | Joe Policastro Joe Policastro junior Mike Fitzgerald    | Porsche 911 GT3-RS      | 292 |
| 23              | GT     | 33  | ZIP Racing                 | Spencer Pumpelly Andy Lally Steven Ivankovich           | Porsche 911 GT3-RS      | 290 |
| 24              | GT     | 67  | The Racer’s Group          | Michael Schrom Pierre Ehret Vic Rice                    | Porsche 911 GT3-RS      | 288 |
| 25              | GT     | 29  | JMB Racing USA             | Stephen Earle Andrea Garbagnati Ludovico Manfredi       | Ferrari 360 Modena N-GT | 283 |
| 26              | GT     | 52  | Seikel Motorsport          | Philip Collin John Lloyd David Shep                     | Porsche 911 GT3-RS      | 278 |
| 27              | LMP675 | 37  | Intersport Racing          | Jon Field Duncan Dayton Mike Durand                     | MG-Lola EX257           | 266 |
| 28              | GTS    | 2   | Konrad Motorsport          | Franz Konrad Robert Nearn Toni Seiler                   | Saleen S7-R             | 249 |
| 29              | GT     | 61  | P.K. Sport                 | Ian Donaldson Bart Hayden Gregor Fisken                 | Porsche 911 GT3-R       | 240 |
| Disqualifiziert |        |     |                            |                                                         |                         |     |
| 30              | LMP900 | 30  | Intersport Racing          | Clint Field Rick Sutherland John Macaluso               | Lola B2K/10B            | 196 |
| Ausgefallen     |        |     |                            |                                                         |                         |     |
| 31              | LMP900 | 36  | Jim Matthews Racing        | Marc Goossens Jan Magnussen Jim Matthews                | Riley & Scott Mk IIIC   | 284 |
| 32              | GTS    | 4   | Corvette Racing            | Oliver Gavin Kelly Collins Andy Pilgrim                 | Chevrolet Corvette C5-R | 283 |
| 33              | GTS    | 71  | Carsport America           | Jean-Philippe Belloc Jeff Altenburg Tom Weickardt       | Dodge Viper GTS-R       | 280 |
| 34              | GT     | 78  | T2M Motorsport             | Georges Forgeois Derek Clark Chip Vance                 | Porsche 911 GT3-R       | 263 |
| 35              | GTS    | 88  | Veloqx Prodrive Racing     | Tomáš Enge Peter Kox Jamie Davies                       | Ferrari 550 Maranello   | 245 |
| 36              | GT     | 34  | Risi Competizione          | Marino Franchitti Kevin McGarrity                       | Ferrari 360 Modena GT   | 243 |
| 37              | GT     | 63  | ACEMCO Motorsports         | B. J. Zacharias Andrew Davis Shane Lewis                | Ferrari 360 Modena GT   | 233 |
| 38              | GT     | 40  | Alegra Motorsports         | Boris Said III Catersby Jones Carlos de Quesada         | BMW M3 E46              | 141 |
| 39              | GT     | 03  | Hyper Sport                | Joe Foster Brad Nyberg Rick Skelton                     | Porsche 911 GT3-RS      | 125 |
| 40              | GT     | 48  | Spyker Squadron            | Norman Simon Hans Hugenholtz Junior Patrick van Schoote | Spyker C8 Double 12R    | 103 |
| 41              | GTS    | 83  | Graham Nash Motorsport     | Thomas Erdos Pedro Chaves Gavin Pickering               | Saleen S7-R             | 97  |
| 42              | GT     | 60  | P.K. Sport                 | Robin Liddell Piers Masarati David Warnock              | Porsche 911 GT3-R       | 74  |
| 43              | LMP675 | 15  | RN Motorsports             | Hayanari Shimoda John Nielsen                           | DBA 4-03S               | 73  |
| 44              | LMP900 | 87  | Sezio Florida Racing Team  | Patrice Roussel Ian James Allan Ziegelman               | Norma M-2000-02         | 71  |
| 45              | GT     | 07  | RWS-Yukos Motorsport       | Stéphane Daoudi Walter Lechner junior Nikolai Fomenko   | Porsche 911 GT3-R       | 70  |
| 46              | GTS    | 0   | Team Olive Garden          | Emanuele Naspetti Domenico Schiattarella Johnny Cecotto | Ferrari 550 Maranello   | 59  |
| 47              | GT     | 79  | J-3 Racing                 | David Murry Brian Cunningham Justin Jackson             | Porsche 911 GT3-RS      | 57  |
| 48              | LMP675 | 18  | Marshall Cooke Racing      | Ben Devlin Jason Workman Melanie Paterson               | Lola B2K/40             | 50  |
| 49              | GT     | 35  | Risi Competizione          | Ralf Kelleners Anthony Lazzaro Terry Borcheller         | Ferrari 360 Modena GT   | 39  |
| 50              | LMP675 | 16  | Dyson Racing               | James Weaver Butch Leitzinger Andy Wallace              | MG-Lola EX257           | 39  |
| 51              | LMP675 | 56  | Team Bucknum Racing        | Jeff Bucknum Bryan Willman Chris McMurry                | Pilbeam MP91            | 37  |
| 52              | GT     | 43  | Orbit Racing               | Marc Lieb Peter Baron Leo Hindery                       | Porsche 911 GT3-RS      | 26  |
| 53              | LMP900 | 01  | Team Nasamax               | Bryan Herta Romain Dumas Robbie Stirling                | Reynard 01Q             | 14  |
| 54              | LMP900 | 6   | Lister Storm Racing        | Jamie Campbell-Walter Ian McKellar                      | Lister Storm LMP        | 10  |
| 55              | GTS    | 17  | Carsport America           | Mike Hezemans Anthony Kumpen                            | Pagani Zonda GR         | 6   |
| Nicht gestartet |        |     |                            |                                                         |                         |     |
| 56              | GT     | 39  | ZIP Racing                 | Emil Assentato Nick Longhi Brent Sherman                | Porsche 911 GT3-RS      | 1   |
| 57              | GT     | 03T | Hyper Sport                |                                                         | Panoz Esperante GT-LM   | 2   |
| 58              | GT     | 72  | DeWalt Racesport Salisbury |                                                         | Morgan Aero 8 GTN       | 3   |

1 Unfall im Training
2 nicht trainiert
3 nicht trainiert

### Nur in der Meldeliste
Hier finden sich Teams, Fahrer und Fahrzeuge, die ursprünglich für das Rennen gemeldet waren, aber aus den unterschiedlichsten Gründen daran nicht teilnahmen.
| Pos. | Klasse | Nr. | Team                                | Fahrer                                           | Chassis                   |
| ---- | ------ | --- | ----------------------------------- | ------------------------------------------------ | ------------------------- |
| 59   | GTS    | 02  | Konrad Motorsport                   | Jean-François Yvon                               | Saleen S7-R               |
| 60   | GT     | 5   | MCR                                 | Bob Mazzuoccola Shane Lewis                      | Chevrolet Corvette C5-RGT |
| 61   | LMP675 | 13  | Archangel Motorsports Services Inc. |                                                  | Reynard 01Q               |
| 62   | LMP675 | 19  | Marshall Cooke Racing Ltd.          |                                                  | Lola B2K/40               |
| 63   | GT     | 21  | Perspective Racing                  | Thierry Perrier Angelo Barretto Michel Neugarten | Porsche 911 GT3-RS        |
| 64   | GT     | 32  | Ayrton Intermotor                   | Jesús Diez de Villarroel                         | Porsche 911 GT3-RS        |
| 65   | LMP675 | 46  | RML-MG Sport & Racing               |                                                  | MG-Lola EX257             |
| 66   | LMP675 | 55  | Idee Verte Competition              | Sylvain Boulay                                   | WR                        |
| 67   | LMP675 | 77  | AB Motorsport                       | Joe Blacker Orlam Sonora                         | Pilbeam MP84              |
| 68   | GT     | 90  | Vici Racing                         | Ronny Meixner Joseph Safina Cristiano Piquet     | Lamborghini Diablo GT     |

### Klassensieger
| Klasse | Fahrer             | Fahrer           | Fahrer        | Fahrzeug                | Platzierung im Gesamtklassement |
| ------ | ------------------ | ---------------- | ------------- | ----------------------- | ------------------------------- |
| LMP900 | Frank Biela        | Marco Werner     | Philipp Peter | Audi R8                 | Gesamtsieg                      |
| LMP675 | Didier de Radiguès | Chad Block       | Chris Dyson   | MG-Lola EX257           | Rang 18                         |
| GTS    | Ron Fellows        | Johnny O’Connell | Franck Fréon  | Chevrolet Corvette C5-R | Rang 8                          |
| GT     | Sascha Maassen     | Lucas Luhr       |               | Porsche 911 GT3-RS      | Rang 10                         |

### Renndaten
- Gemeldet: 68
- Gestartet: 55
- Gewertet: 29
- Rennklassen: 4
- Zuschauer: unbekannt
- Wetter am Renntag: heiß und trocken
- Streckenlänge: 5,955 km
- Fahrzeit des Siegerteams: 12:00:23,360 Stunden
- Gesamtrunden des Siegerteams: 367
- Gesamtdistanz des Siegerteams: 2185,328 km
- Siegerschnitt: 182,012 km/h
- Pole Position: Frank Biela – Audi R8 (#1) – 1:48,826 – 196,979 km/h
- Schnellste Rennrunde: Tom Kristensen – Bentley Speed 8 (#7) – 1.49,521 – 195,730 km/h
- Rennserie: 1. Lauf zur ALMS-Saison 2003